# Knud Andersen
Pour les articles homonymes, voir Knud Andersen (homonymie) et Andersen.
Knud Christian Andersen (29 avril 1867 à Frederiksberg - juin 1918 en Angleterre) est un zoologiste danois, spécialiste des chiroptères.